# Pyramide humaine

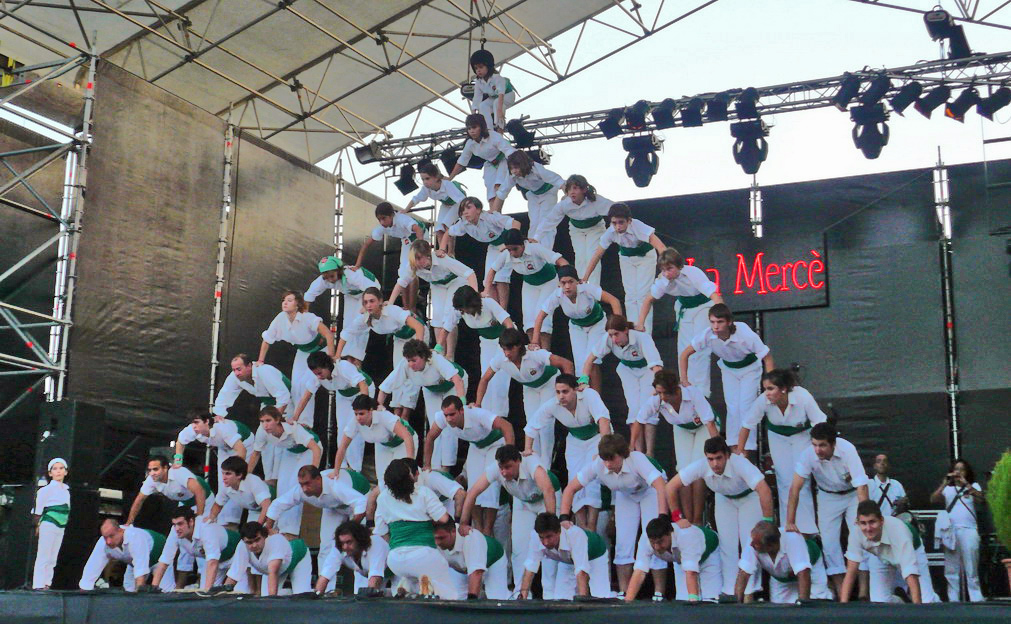
Pyramide humaine

Une pyramide humaine est une cascade consistant à constituer, avec l'aide de plusieurs personnes s'empilant ou se grimpant les unes sur les autres, une formation verticale spectaculaire typique des arts du cirque. 

## Description
Il existe des tours humaines aux domaines de la gymnastique et du sport, acrobatique et du cirque, dans le spectacle en général, en manifestations de culture populaire, au domaine militaire, etc. Elles sont faites en Amérique, Europe, Afrique et Asie.
Les pyramides et tours humaines sont très typiques de la culture populaire des Catalans, où on les trouve en plusieurs manifestations culturelles très vives comme les falcons, la moixiganga, la muixeranga, les pilars caminats et notamment les castells. Certains d'entre eux ont été inscrits par l'UNESCO sur la liste représentative du patrimoine culturel immatériel de l'humanité,.

## Exemples en images

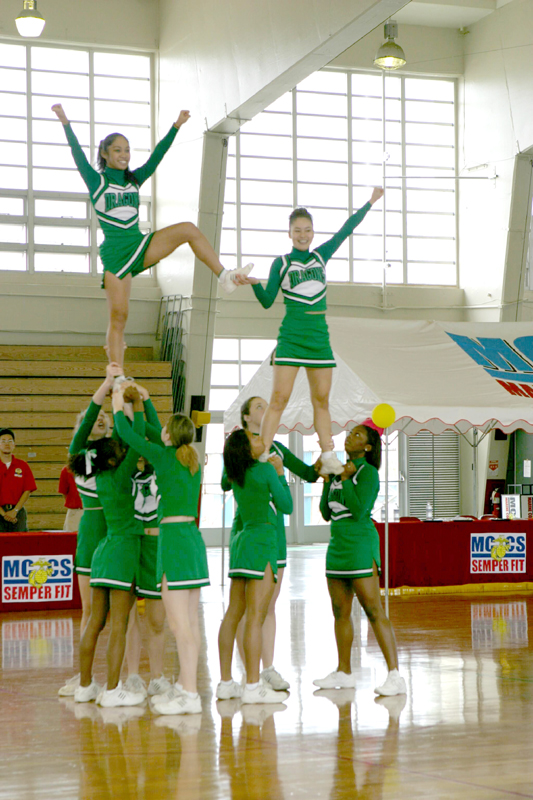
Cheerleaders
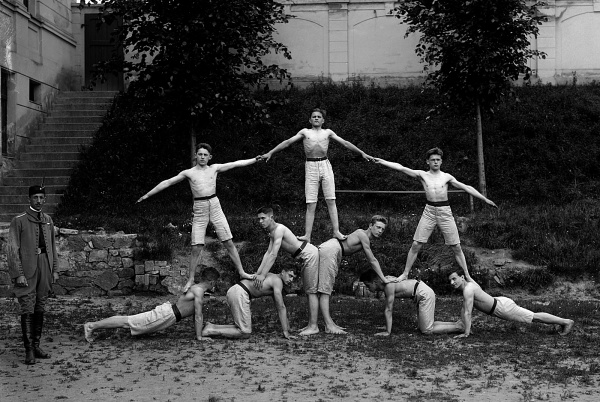
Sokol tchèque
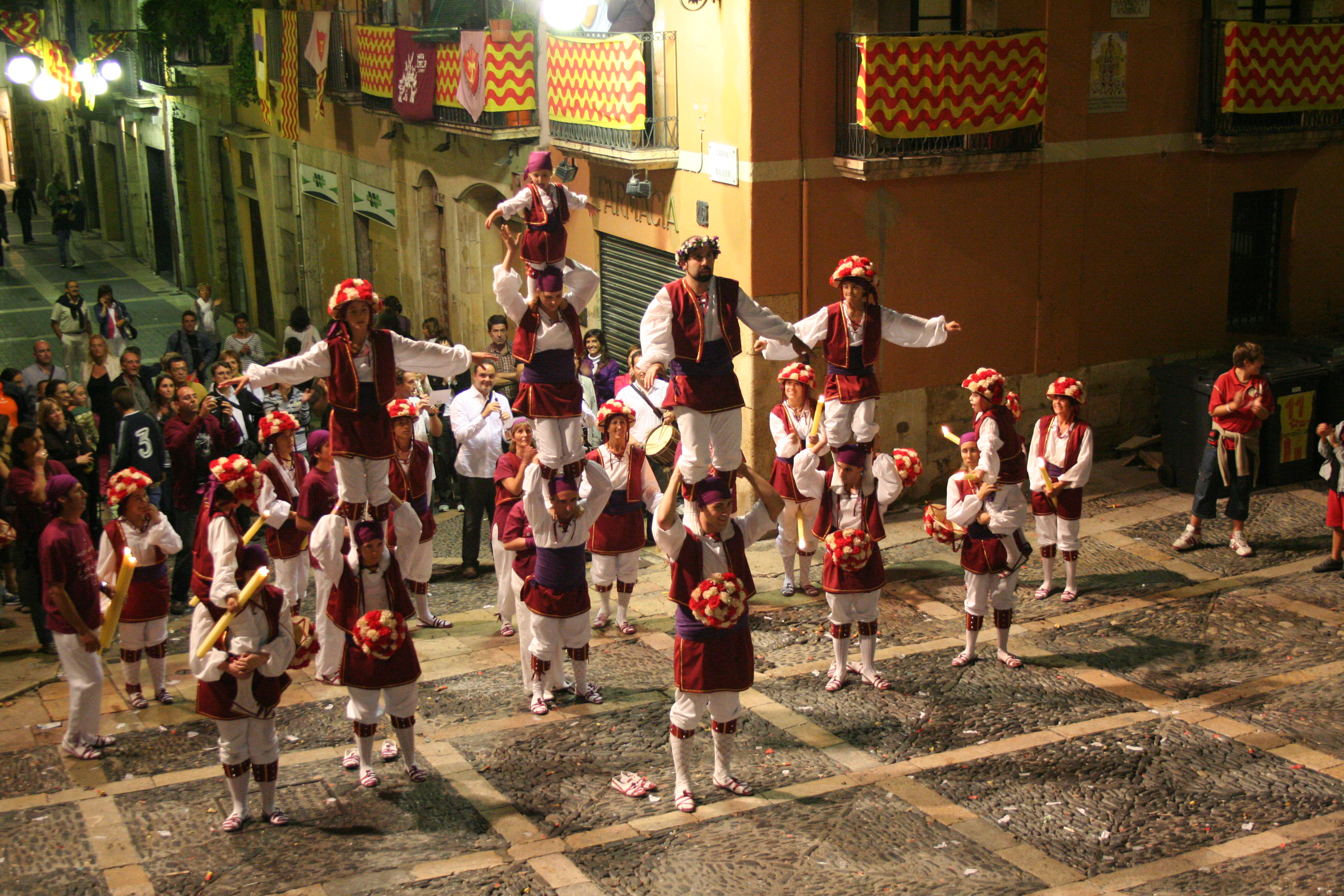
Moixiganga catalane
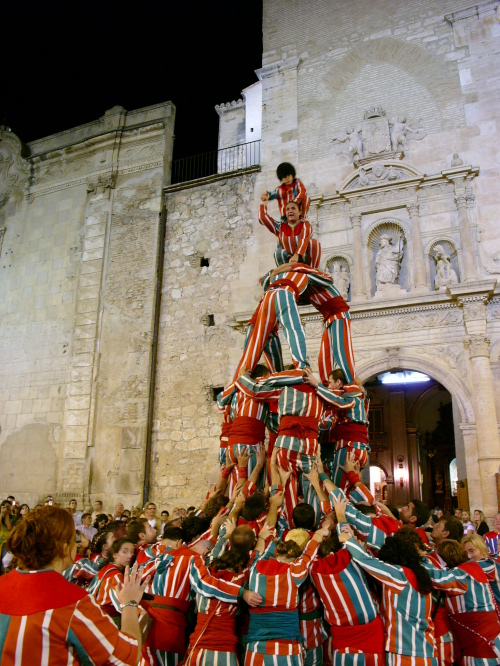
Muixeranga valencienne
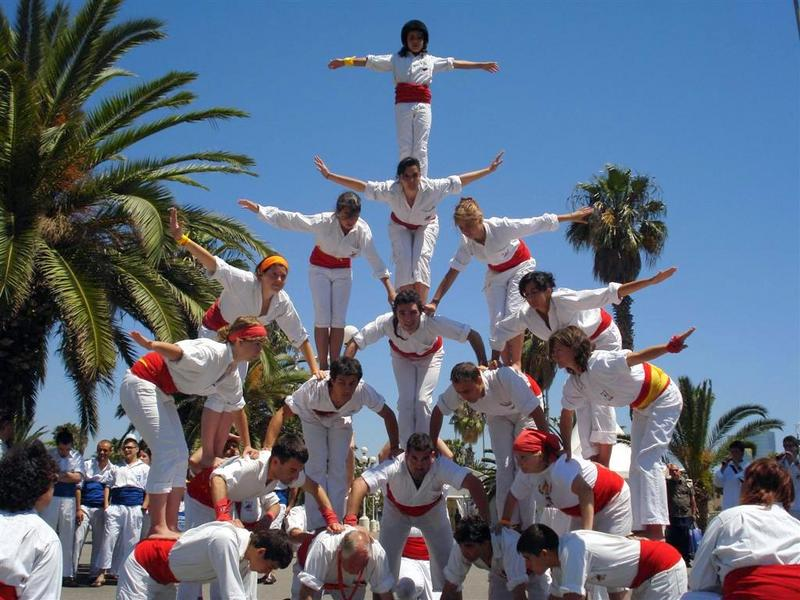
Falcons catalans, construction en 2D
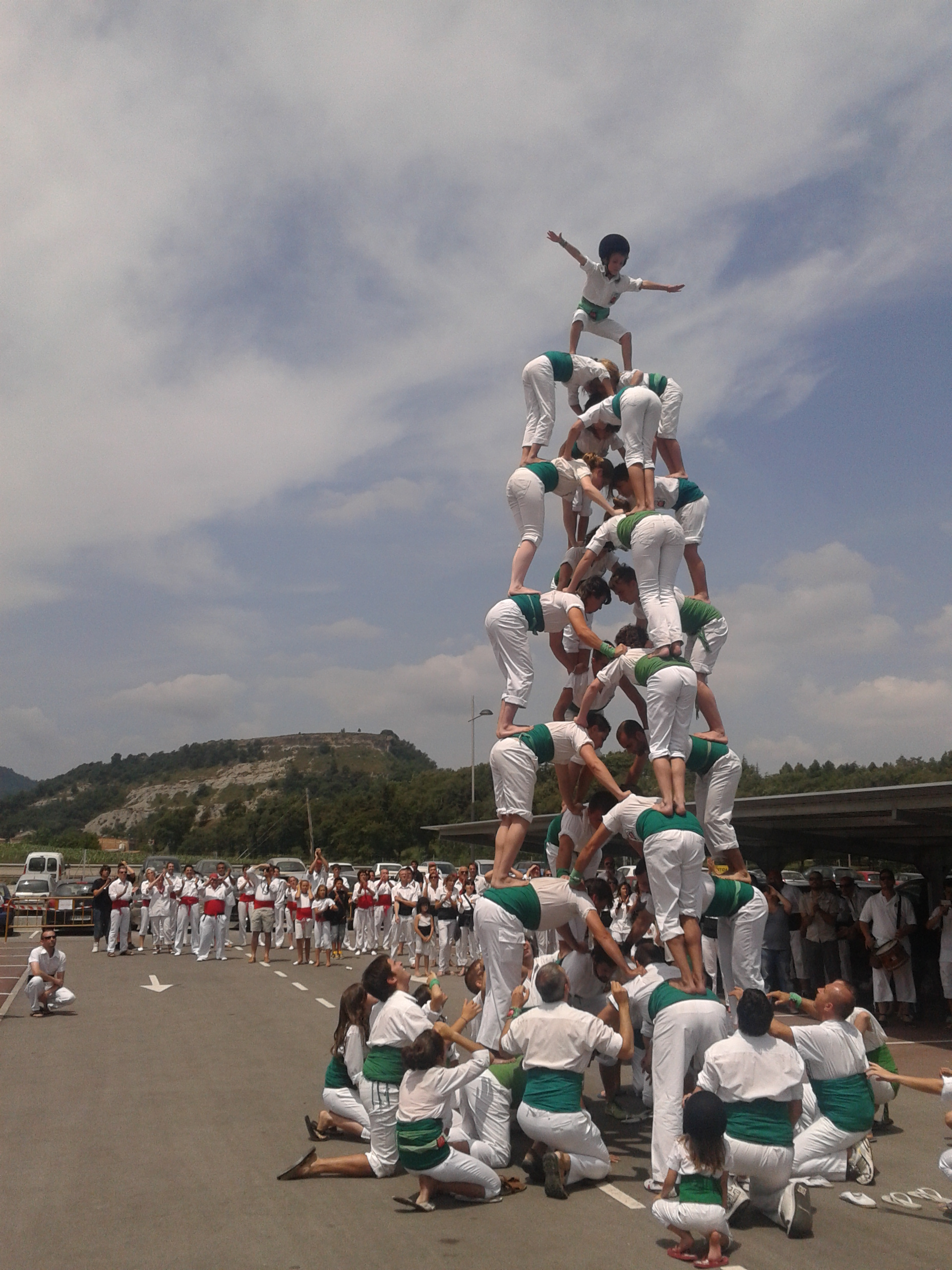
Falcons catalans, construction en 3D
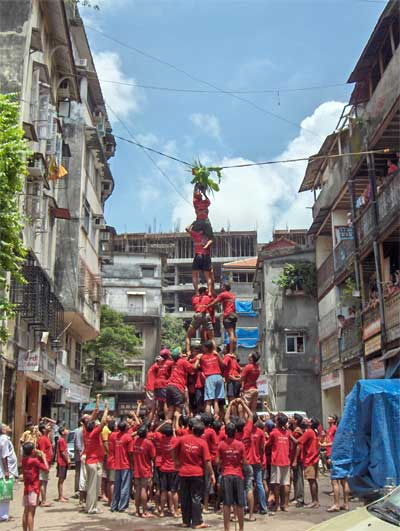
Govinda en Inde
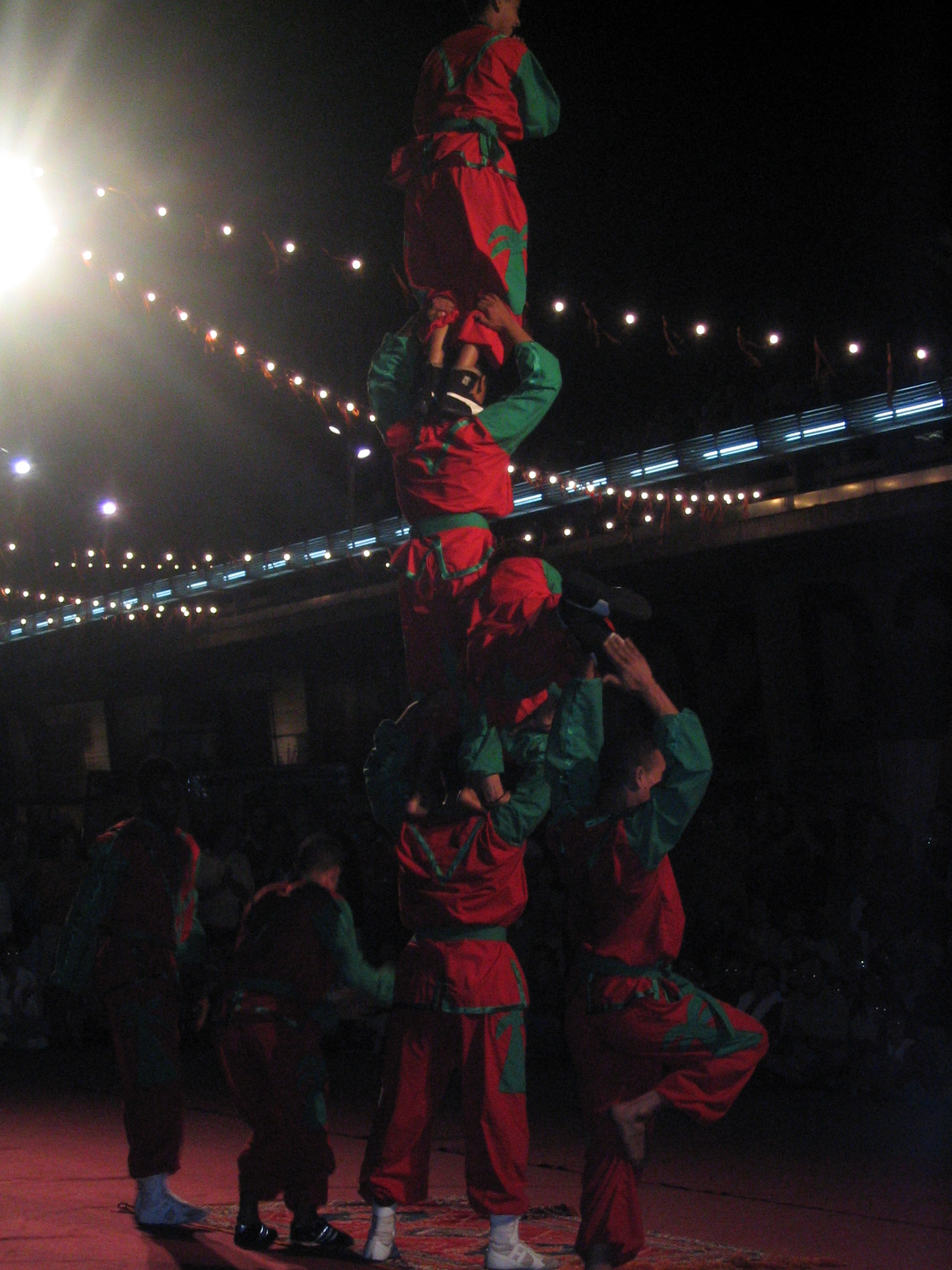
Pyramide humaine au Maroc
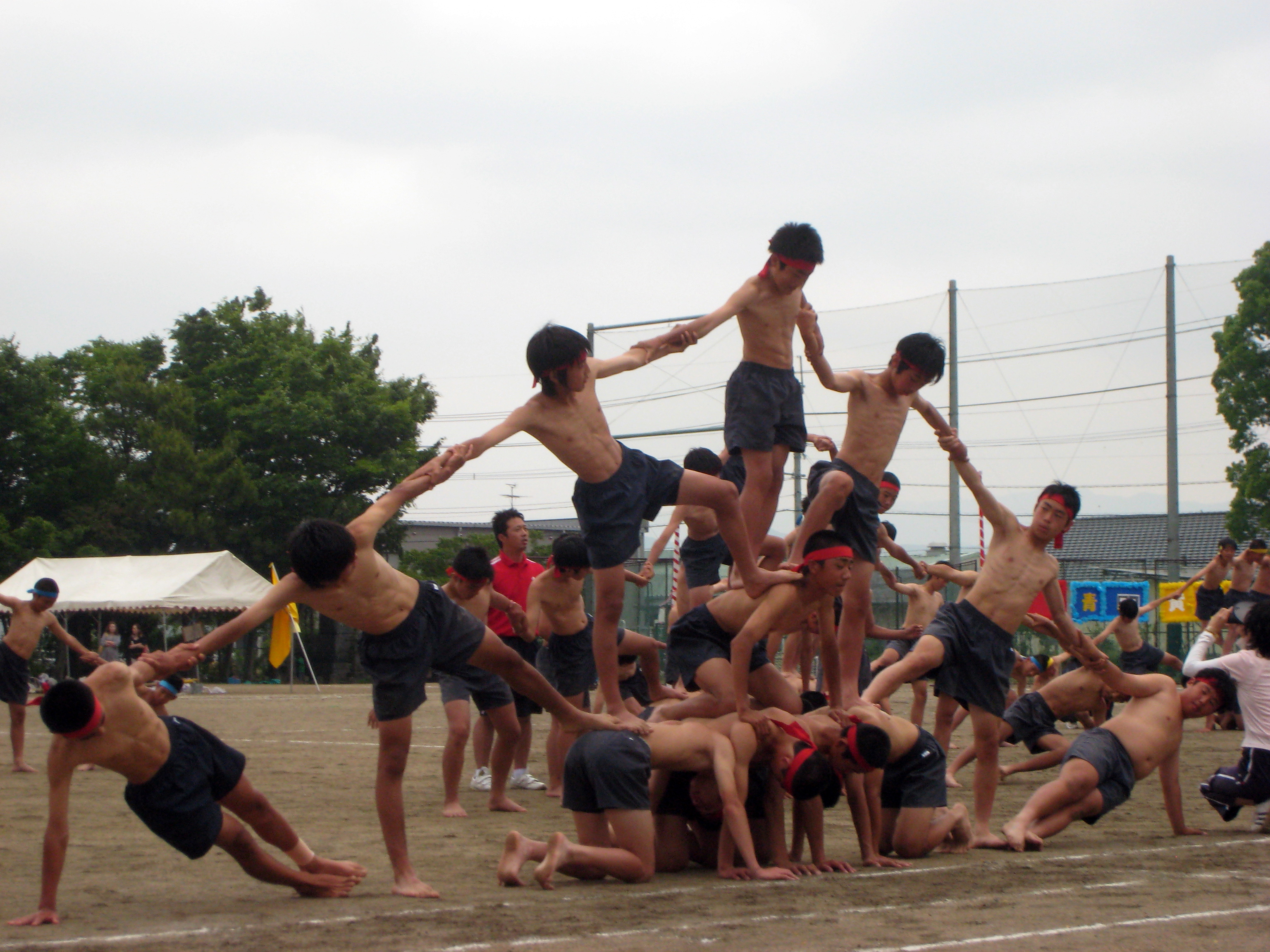
Pyramide humaine japonaise
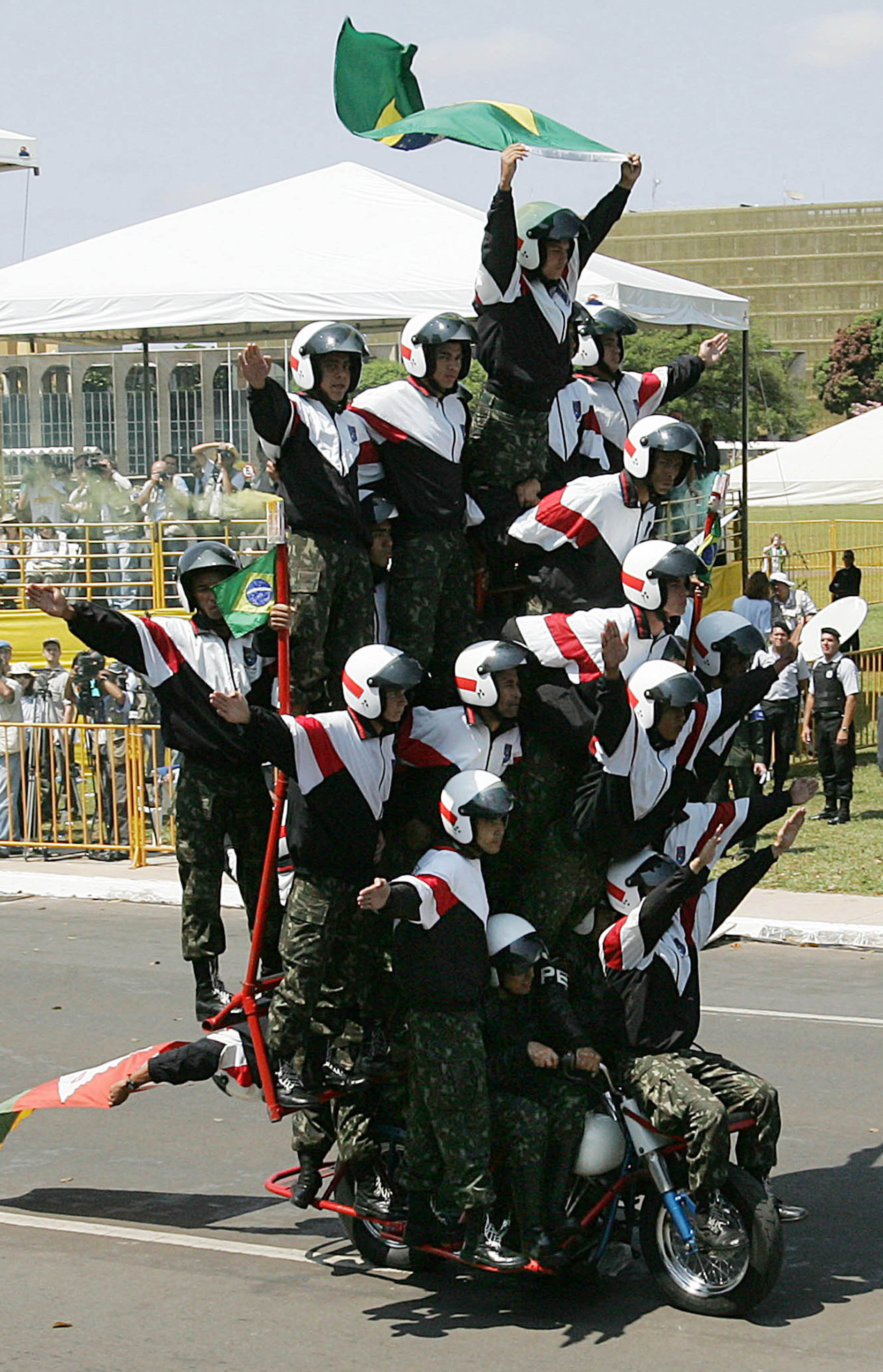
Pyramide humaine motorisée au Brésil
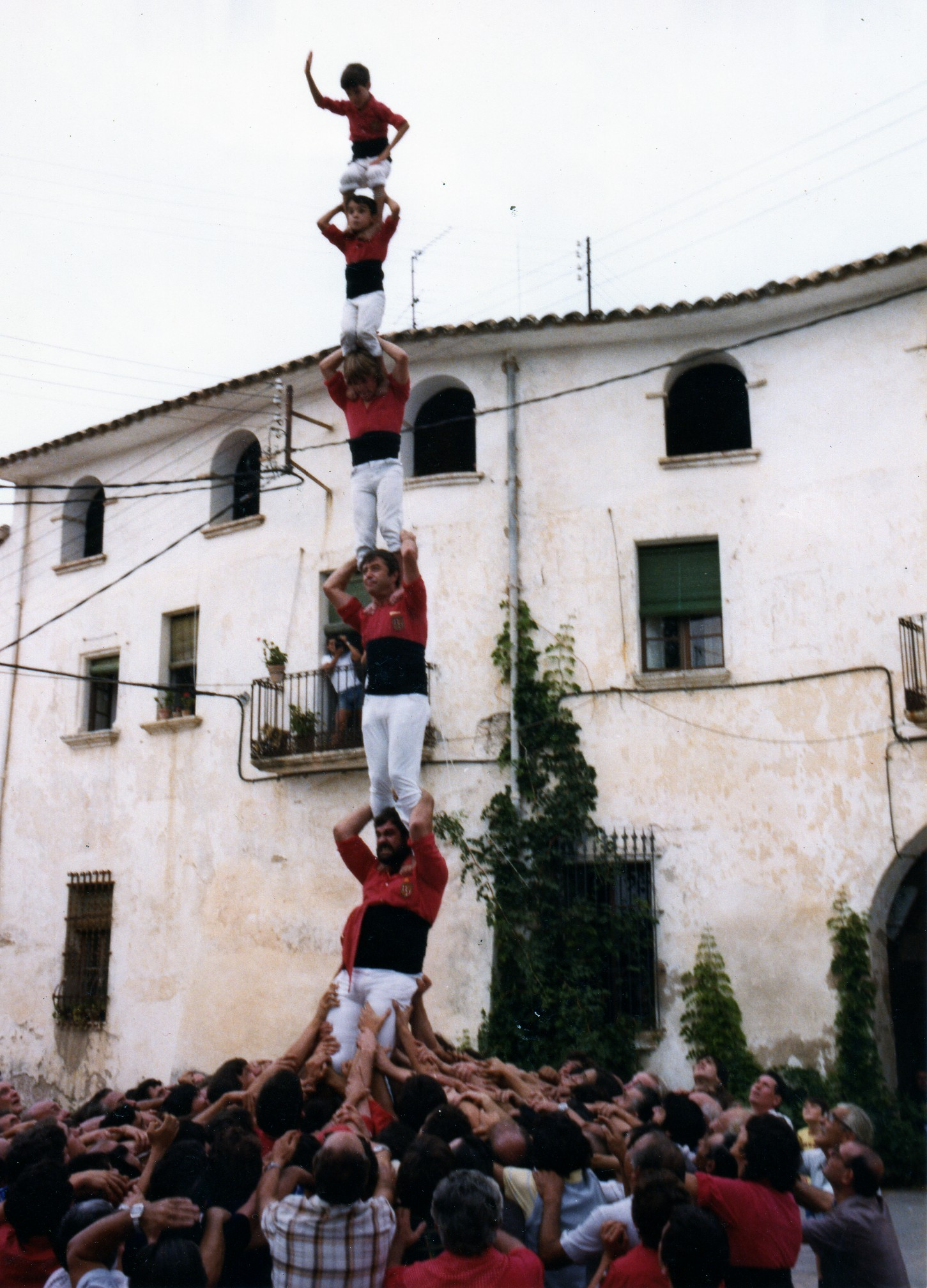
Un pilar (colonne) fait par des castellers
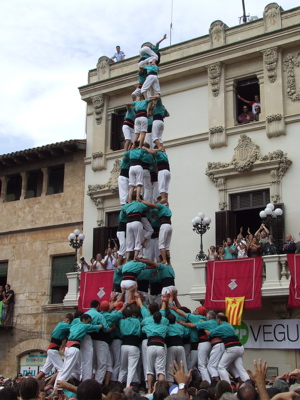
Castell catalan de neuf étages avec une colonne au milieu